# Freccia della Versilia
La Freccia della Versilia è una relazione ferroviaria di Trenord, classificata in orario come treno regionale, che collega tra loro la stazione di Bergamo e la stazione di Pisa Centrale.

## Storia
La relazione fu istituita il 31 maggio 1959 come treno periodico estivo collegante le città di Verona e Viareggio. A partire dal 28 maggio 1960, fu prolungata a Pisa Centrale e fu introdotta una seconda sezione che partiva da Brescia. Quest'ultima percorreva la linea per Parma, incontrando quella proveniente dalla città scaligera presso la stazione di Piadena. In questa località, i convogli venivano uniti e le due sezioni percorrevano insieme il tragitto fino a Parma, per poi proseguire sulla ferrovia Pontremolese e sulla Genova–Pisa fino a Pisa.
Con l'orario estivo del 1962, la sezione bresciana fu instradata sulla linea per Cremona e sulla Cremona–Fidenza. L'unione delle due sezioni fu spostata quindi presso la stazione di Fornovo. 
Nel 1971, il treno cessò di essere periodico, venendo esteso a tutti i giorni dell'anno.
Nel maggio 1988, il capolinea tirrenico fu spostato a Livorno, mentre con l'introduzione dell'orario invernale 1989/90 fu eliminata l'unione delle due sezioni a Fornovo: il treno proveniente da Verona perse l'appellativo di Freccia della Versilia, che da quel momento venne quindi mantenuto solo dal treno con capolinea a Brescia, e limitò le sue corse allo scalo di Fornovo, dove arrivava in coincidenza con il treno proveniente da Brescia, con i due convogli che si attendevano reciprocamente in modo da consentire ai viaggiatori diretti in Toscana dal Veneto di cambiare treno. In seguito anche questo collegamento è stato eliminato, lasciando il solo treno Brescia-Livorno.
Nel 1994, la relazione fu prolungata a Bergamo, percorrendo la ferrovia Bergamo-Brescia. Il capolinea tirrenico fu riportato a Pisa Centrale con l'introduzione dell'orario estivo del 1999.
Nel maggio 2011, con l'incorporamento della Divisione passeggeri regionale Trenitalia della Lombardia in Trenord, il servizio è espletato da quest'ultima, ma impiegando il personale della divisione regionale toscana di Trenitalia nella tratta Fornovo-Pisa Centrale.
A partire dal 2018, il servizio della Freccia della Versilia fu oggetto di diverse limitazioni di percorso e sospensioni a causa di lavori in corso sulle ferrovie interessate.
Nel marzo 2020, a seguito delle misure adottate per far fronte alla pandemia di COVID-19, il servizio fu sospeso, per essere ripristinato nel periodo luglio-novembre. Nell'orario invernale attivato a dicembre 2020, la coppia di corse, fino a quel momento numerata 2201-2202, cambiò in 2591-2592, ma non fu ripristinata.
A partire dal dicembre 2021, le tracce orarie del servizio tra le stazioni di Bergamo e di Cremona furono utilizzate dalla coppia di treni regionali 10515 e 10544. Dopo un tentativo nell'estate 2022, il servizio tra Bergamo e Pisa Centrale fu ripristinato per il periodo 15 luglio - 10 settembre 2023, ma solo nei giorni di sabato e festivi. Nelle altre giornate fu espletata una coppia di corse sulla relazione Bergamo-Cremona. Con l'occasione, il cambio del personale viaggiante fu spostato dalla stazione di Fornovo a quella di Fidenza.
Con l'introduzione del nuovo orario 2023/2024, il servizio fu riattivato per il periodo 10 dicembre 2023 - 29 aprile 2024 e poi dal 9 giugno 2024, sempre nei soli giorni di sabato e festivi. Negli altri giorni, le sue tracce sono utilizzate dalle coppie di corse Bergamo-Cremona.

## Servizio
Il servizio consiste in una coppia di corse giornaliere. L'andata parte da Bergamo nel primo mattino e arriva a Pisa Centrale intorno a mezzogiorno, mentre il viaggio di ritorno inizia nel tardo pomeriggio per terminare a Bergamo poco dopo le 23.
Le linee ferroviarie percorse sono la Lecco-Brescia, la Brescia-Cremona, la Cremona-Fidenza, la Fidenza-Fornovo, la ferrovia Pontremolese e la Genova-Pisa. In entrambe le direzioni, la relazione effettua ventisette fermate intermedie in altrettante stazioni lungo il percorso.
Nel mese di agosto 2013, a causa dei lavori di raddoppio del binario lungo la ferrovia Pontremolese, la relazione classica della Freccia della Versilia fu sostituita da un'altra che percorreva lo stesso tracciato fino a Cremona e poi impiegava le linee Cremona-Piacenza, Piacenza-Tortona, Tortona-Genova e Genova-Pisa.

## Materiale rotabile
Il servizio fu inizialmente gestito con le automotrici diesel ALn 773 e le ALn 873, fino all'elettrificazione della linea Brescia–Cremona, avvenuta nel 1984. In seguito la sezione bresciana fu espletata dalle ALe 840, mentre quella veronese mantenne le automotrici Diesel: i treni da Fornovo fino a Pisa erano formati da materiale sia elettrico sia Diesel.
A seguito dell'eliminazione della sezione veronese, la relazione si svolge su un tracciato interamente elettrificato. Inizialmente fu disimpegnata da treni a materiale ordinario composti da locomotive E.646 e carrozze UIC-X a scompartimenti. A partire dagli anni duemila, è stata dapprima effettuata con carrozze piano ribassato revampizzate al posto delle UIC-X e, in seguito, utilizzando convogli composti da locomotive E.464 e carrozze passeggeri MDVE ed MDVC.
Dal dicembre 2023, il servizio è svolto dagli elettrotreni ETR 204 "Donizetti" di Trenord in doppia composizione.